# Embryometra
Embryometra is een geslacht van haarsterren uit de familie Colobometridae.

## Soort
- Embryometra mortenseni Gislén, 1938